# Area metropolitana dello Stretto di Messina

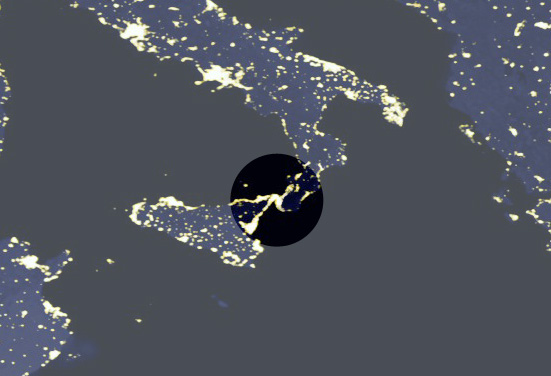
La conurbazione dello Stretto in una visione satellitare notturna

L'area metropolitana dello Stretto di Messina (conosciuta anche semplicemente come Area metropolitana dello Stretto) è una vasta e lunga conurbazione costituita dalle città metropolitane di Messina, sulla sponda siciliana dello Stretto, e Reggio Calabria, sulla sponda calabrese, e vari comuni limitrofi. Questa area, non rappresentata da alcun ente amministrativo e avente valore esclusivamente statistico, si sviluppa su una superficie di circa 1900 km² e conta una popolazione di poco inferiore a 750 000 abitanti e una densità abitativa di circa 390 ab./km².
L'area metropolitana si fonda sulla continuità territoriale presente sia sulla sponda siciliana da Messina a Taormina sullo Ionio e da Messina verso Patti sul Mar Tirreno, sia sulla sponda calabrese da Reggio Calabria verso Palmi a nord e verso Bova Marina a sud. La conurbazione è inoltre caratterizzata da un notevole tasso di pendolarismo garantito dal servizio di traghettamento sullo Stretto.

## Popolazione

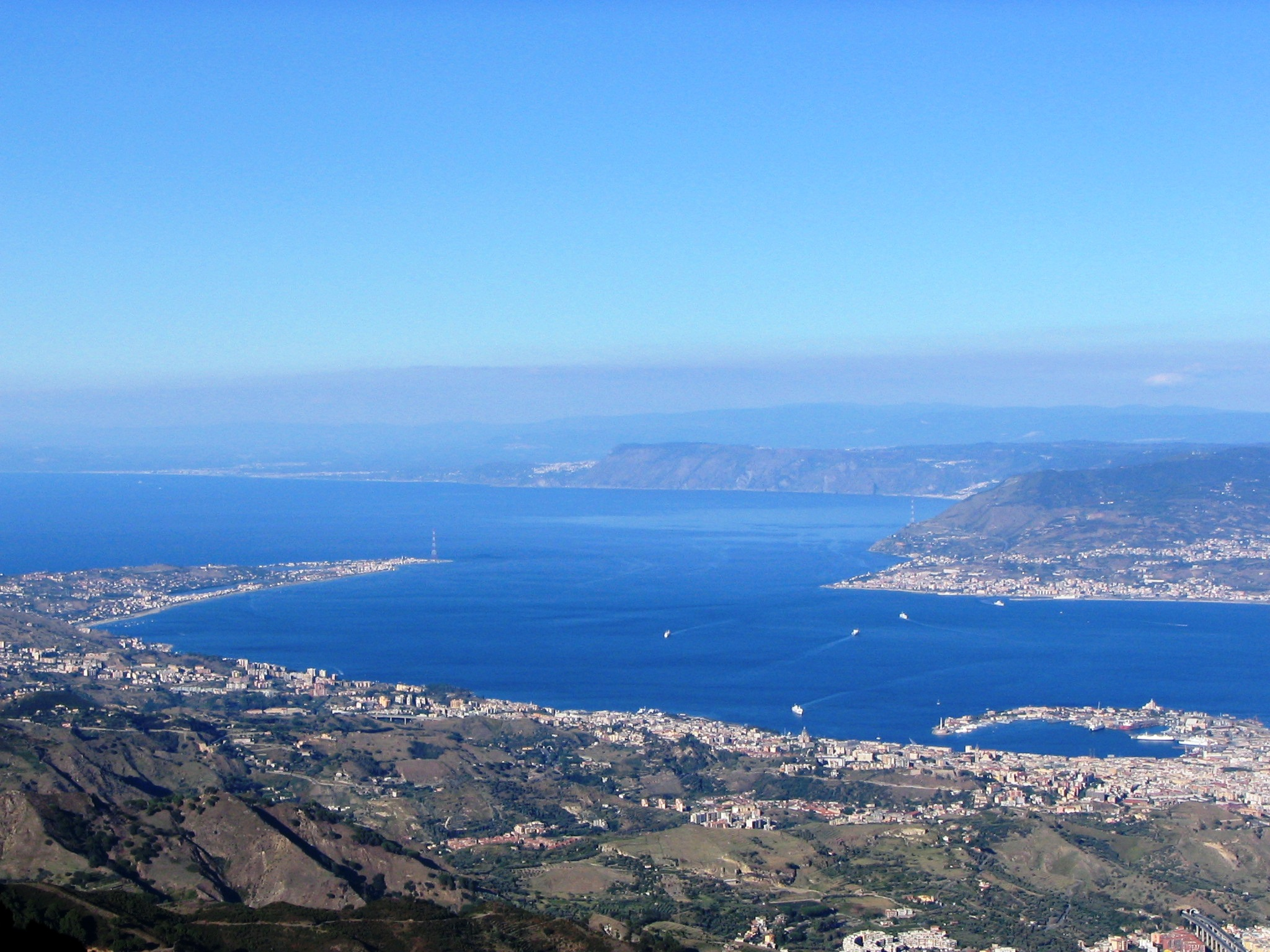
Lo Stretto di Messina visto da Dinnammare

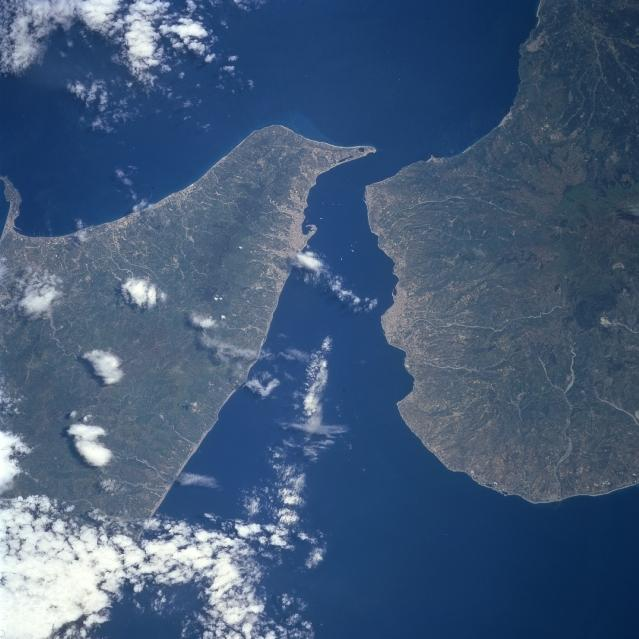
Immagine satellitare dello Stretto

Come accennato in precedenza non esiste alcun ente amministrativo per tale area. Attualmente Messina e Reggio Calabria sono comuni separati, appartenenti a regioni e città metropolitane diverse. 
I comuni della città metropolitana di Reggio Calabria e della città metropolitana di Messina facenti parte della conurbazione dello Stretto sono:
| Popolazione (Nov 2011)                      | Popolazione (Nov 2011)                      | Popolazione (Nov 2011)                      | Popolazione (Nov 2011)                      |
| Regione                                     | Città                                       | Area (km2)                                  | Popolazione                                 |
| Area metropolitana dello Stretto di Messina | Area metropolitana dello Stretto di Messina | Area metropolitana dello Stretto di Messina | Area metropolitana dello Stretto di Messina |
| ------------------------------------------- | ------------------------------------------- | ------------------------------------------- | ------------------------------------------- |
| Calabria                                    | Bagnara Calabra                             | 24.68                                       | 10,660                                      |
| Calabria                                    | Bagaladi                                    | 30                                          | 1,113                                       |
| Calabria                                    | Bova Marina                                 | 29                                          | 3,883                                       |
| Calabria                                    | Calanna                                     | 10                                          | 1,004                                       |
| Calabria                                    | Campo Calabro                               | 7.46                                        | 4,445                                       |
| Calabria                                    | Cardeto                                     | 36                                          | 1,832                                       |
| Calabria                                    | Condofuri                                   | 58                                          | 4,941                                       |
| Calabria                                    | Fiumara di Muro                             | 6                                           | 1,053                                       |
| Calabria                                    | Laganadi                                    | 8                                           | 425                                         |
| Calabria                                    | Melito di Porto Salvo                       | 35                                          | 11,696                                      |
| Calabria                                    | Montebello Jonico                           | 55                                          | 6,380                                       |
| Calabria                                    | Motta San Giovanni                          | 45                                          | 6,329                                       |
| Calabria                                    | Reggio Calabria                             | 236.02                                      | 186,417                                     |
| Calabria                                    | Roccaforte del Greco                        | 54                                          | 568                                         |
| Calabria                                    | Roghudi                                     | 36                                          | 1,202                                       |
| Calabria                                    | San Lorenzo                                 | 64                                          | 2,825                                       |
| Calabria                                    | San Roberto                                 | 34                                          | 1,181                                       |
| Calabria                                    | Sant'Alessio in Aspromonte                  | 4                                           | 347                                         |
| Calabria                                    | Santo Stefano in Aspromonte                 | 17                                          | 1,310                                       |
| Calabria                                    | Scilla                                      | 43                                          | 5,125                                       |
| Calabria                                    | Villa San Giovanni                          | 12.22                                       | 13,847                                      |
| Totale Calabria                             | Totale Calabria                             | 845.06                                      | 266,203                                     |
| Sicilia                                     | Alì Terme                                   | 16                                          | 838                                         |
| Sicilia                                     | Antillo                                     | 43                                          | 984                                         |
| Sicilia                                     | Barcellona Pozzo di Gotto                   | 59.89                                       | 41,891                                      |
| Sicilia                                     | Casalvecchio Siculo                         | 33                                          | 907                                         |
| Sicilia                                     | Castelmola                                  | 16                                          | 1,087                                       |
| Sicilia                                     | Castroreale                                 | 54                                          | 2,645                                       |
| Sicilia                                     | Condrò                                      | 5                                           | 492                                         |
| Sicilia                                     | Fiumedinisi                                 | 35                                          | 1,537                                       |
| Sicilia                                     | Forza d'Agrò                                | 11                                          | 914                                         |
| Sicilia                                     | Furci Siculo                                | 17.85                                       | 3,382                                       |
| Sicilia                                     | Furnari                                     | 13.48                                       | 3,663                                       |
| Sicilia                                     | Gaggi                                       | 7                                           | 3,153                                       |
| Sicilia                                     | Gallodoro                                   | 6                                           | 387                                         |
| Sicilia                                     | Giardini-Naxos                              | 5                                           | 9,687                                       |
| Sicilia                                     | Gualtieri Sicaminò                          | 14                                          | 1,847                                       |
| Sicilia                                     | Itala                                       | 10                                          | 1,672                                       |
| Sicilia                                     | Leni                                        | 8.56                                        | 708                                         |
| Sicilia                                     | Letojanni                                   | 6                                           | 2,795                                       |
| Sicilia                                     | Limina                                      | 9                                           | 916                                         |
| Sicilia                                     | Lipari                                      | 88.61                                       | 11,531                                      |
| Sicilia                                     | Malfa                                       | 8                                           | 1,001                                       |
| Sicilia                                     | Mandanici                                   | 11                                          | 635                                         |
| Sicilia                                     | Merì                                        | 1.87                                        | 2,407                                       |
| Sicilia                                     | Messina                                     | 211.23                                      | 241,505                                     |
| Sicilia                                     | Milazzo                                     | 24.23                                       | 32,501                                      |
| Sicilia                                     | Monforte San Giorgio                        | 32.33                                       | 2,889                                       |
| Sicilia                                     | Nizza di Sicilia                            | 13                                          | 3,764                                       |
| Sicilia                                     | Pace del Mela                               | 12                                          | 6,409                                       |
| Sicilia                                     | Pagliara                                    | 14                                          | 1,253                                       |
| Sicilia                                     | Roccafiorita                                | 1.14                                        | 229                                         |
| Sicilia                                     | Roccalumera                                 | 8.77                                        | 4,252                                       |
| Sicilia                                     | Roccavaldina                                | 6                                           | 1,153                                       |
| Sicilia                                     | Rometta                                     | 32.50                                       | 6,680                                       |
| Sicilia                                     | San Filippo del Mela                        | 9.81                                        | 7,300                                       |
| Sicilia                                     | San Pier Niceto                             | 36                                          | 2,981                                       |
| Sicilia                                     | Sant'Alessio Siculo                         | 6                                           | 1,536                                       |
| Sicilia                                     | Santa Lucia del Mela                        | 82.89                                       | 4,758                                       |
| Sicilia                                     | Santa Marina Salina                         | 8                                           | 894                                         |
| Sicilia                                     | Santa Teresa di Riva                        | 8.13                                        | 9,354                                       |
| Sicilia                                     | Saponara                                    | 26                                          | 4,115                                       |
| Sicilia                                     | Savoca                                      | 8                                           | 1,821                                       |
| Sicilia                                     | Scaletta Zanclea                            | 5                                           | 2,272                                       |
| Sicilia                                     | Spadafora                                   | 10.30                                       | 5,181                                       |
| Sicilia                                     | Taormina                                    | 13.16                                       | 11,108                                      |
| Sicilia                                     | Terme Vigliatore                            | 13                                          | 7,295                                       |
| Sicilia                                     | Torregrotta                                 | 4.22                                        | 7,491                                       |
| Sicilia                                     | Valdina                                     | 2.75                                        | 1,283                                       |
| Sicilia                                     | Venetico                                    | 4.38                                        | 3,886                                       |
| Sicilia                                     | Villafranca Tirrena                         | 14.34                                       | 8,854                                       |
| Sicilia                                     | Totale Sicilia                              | 1062.44                                     | 478,443                                     |
| Totale Area metropolitana                   | Totale Area metropolitana                   | 1907.50                                     | 744,646                                     |